# Kolumbia vasúti közlekedése
Kolumbia vasúthálózatának hossza 3802 km. Ebből 150 km normál nyomtávú, amely Cerrejón szénbányájából vezet Puerto Bolivar kikötőjébe. Van továbbá még 3652 km, 914 mm keskeny nyomtávú vonal is, amelyből jelenleg 1991 km van használatban. Az ország nemzeti vasúttársasága 1990-ben szűnt meg.

## Vasúti koncessziók
A vasúti koncessziókat 1999. július 27-én ítélték oda a Ferrocarriles del Norte de Colombia S.A. (FENOCO) részére atlanti koncesszióként, 1998. november 4-én pedig a Sociedad Concesionaria de la Red Férrea del Pacífico SA, későbbi nevén Tren de Occidente SA részére csendes-óceáni koncesszióként. 1991 óta a La Loma-Puerto Drummond szakaszon 192 kilométer hosszan szállítják a szenet. Szintén 2003 júliusától a 257 kilométeres Bogotá-Belencito szakasz az atlanti koncesszió keretében cementet szállít. A csendes-óceáni koncesszióban a La Paila és Buenaventura közötti szakasz összesen 292 kilométert tesz ki.
2009 novemberében a kolumbiai kormány egy új, tanácsadókból és szakemberekből álló csoportot állított fel a mintegy 440 millió dollár értékű Sistema Ferroviario Central vasúti koncesszió felügyeletére. A projekt egy 1050 kilométeres vasútvonal megépítését foglalja magában La Dorada és Chiriguaná között, amely Kolumbia központi területét köti össze az Atlanti-óceán partján fekvő Santa Marta kikötőjével. A javasolt projekt részét képezi a La Dorada szakasz megépítése, a La Dorada és Buenos Aires, Puerto Berrío, Envigado és La Dorada és Facatativá körzeteket összekötő szakaszok felújítása, valamint a Chiriguaná-Buenos Aires szakasz karbantartása. A pályázatot a korrupcióval kapcsolatos aggályok miatt felfüggesztették, de 2011 februárjában újraindították.

## Vasúti kapcsolat más országokkal
- Venezuela - van, de nem használt, visszaállítása tervezve
- Brazília - nincs
- Ecuador - nincs - tervezett
- Peru - nincs
- Panama - nincs